# Галки
Галки (лат. Coloeus) — род птиц семейства врановых. Распространены в Евразии и на севере Африки.
В состав рода включают два вида:
| Изображение | Научное название  | Русское название | Распространение                                                                                           |
| ----------- | ----------------- | ---------------- | --- |
|             | Coloeus dauuricus | Даурская галка   | Восточная Азия (Дальний Восток России и Забайкалье), Монголия, восточный и северо-восточный Китай, Корея) |
|             | Coloeus monedula  | Галка            | Евразия, север Африки                                                                                     |

Даурская галка мельче галки, и у взрослых особей данного вида светлые участки оперения почти белые, тогда как у галки эти участки бледно-серые. Радужная оболочка у галки бледная, а у даурской — тёмная. В остальном эти два вида очень похожи по форме, крикам и поведению. Есть аргументы в пользу объединения представителей двух видов в один, но они не скрещиваются там, где их ареалы пересекаются в Монголии.